# ジェイソン・スミス (陸上選手)
ジェイソン・スミス（Jason Smyth、1987年7月4日 - ）は、アイルランド・ロンドンデリー出身の視覚障害をもった陸上選手。スターガルト病を患わって中心視力が低下している 。

## 経歴
2008年には北京パラリンピックの陸上競技、100mT13と200mT13に出場しそれぞれ10秒62、21秒43の世界記録を打ち立てて金メダルを獲得した。その活躍からアイルランドのメディアたちはスミスのことを北京オリンピックで同じく100mと200mで世界記録を打ち立て金メダルを獲得したジャマイカのウサイン・ボルトと比較した。
2010年のヨーロッパ陸上選手権で行われた男子100mにおいて準決勝に進出、準決勝は10秒46で4位であった。
スミスは2011年5月21日、クレルモンで行われた競技会で10秒22の自己ベストを記録した。韓国テグで行われた2011年世界陸上競技選手権大会のB標準(10秒25)を突破した。8月27日、男子100mに出場したものの10秒57で予選落ちしている。

## 自己記録
| 種目 | 場所                         | 記録   | 日時          | 風       |
| ---- | ---------------------------- | ------ | ------------- | -------- |
| 60m  | ハンガリー, ブダペスト       | 6秒91  | 2007年1月26日 |          |
| 100m | アメリカ合衆国, フロリダ州   | 10秒22 | 2011年5月21日 | +2.0 m/s |
| 200m | アイルランド共和国, ダブリン | 20秒94 | 2011年7月8日  | +1.5 m/s |